# Georgette Agutte
Georgette Agutte, nascuda el dia 17 de maig de 1867 a París i morta el 6 de setembre de 1922, a Chamonix, és una pintora, escultora i col·leccionista d'art francesa. La seva obra pictòrica, que es mou entre l'impressionisme i el fauvisme, i finalment tendeix a l'expressionisme, és plena de color.

## Biografia
Louise Georgette Agutte, filla de Marie Debladis i del pintor Jean-Georges Aguttes, va néixer a París uns mesos després de la mort accidental del seu pare. La seva mare es va tornar a casar amb Pierre-Nicolas Hervieu, un comerciant de metalls a París.
El 1885 va començar a practicar l'escultura, que va aprendre de Louis Schrœder. El seu estil escultòric és, en aquests inicis, plenament clàssic, totalment acadèmic. Es va casar amb el crític Paul Flat el 1888, i va entrar en contacte amb René Piot, que influí perquè pogués seguir els cursos de Gustave Moreau a l'École des beaux-arts de París, com a oient lliure, ja que les dones no hi tenien accés, a les Belles arts. Allà conegué, entre d'altres, Henri Matisse i Georges Rouault. Abandonà aleshores l'escultura per consagrar-se plenament al dibuix i a la pintura. Conservà sempre llibertat de criteri i una gran independència d'esperit. Signà sempre amb el seu nom, fins i tot un cop casada. Va ser també una gran viatgera, i militant de la causa socialista.
Treballava en un taller instal·lat a Bonnières-sur-Seine, el lloc de naixement del polític i advocat Marcel Sembat, amb qui Agutte es casaria el 1897, després de divorciar-se l'any 1894, i de qui va rebre sempre un suport incondicional. Ella va introduir el seu marit en l'art contemporani i el va presentar als seus amics pintors —a més de Matisse, Rouault i Piot, André Metthey, Félix Fénéon, Paul Signac, Kees Van Dongen, Édouard Vuillard...— que freqüentarien durant tota la vida; Sembat arribaria a ser un important mecenes, expert en art i amic sincer d'aquests artistes d'avantguarda.

A partir de 1904 Agutte exposà al Salon des Indépendants. I va participar en la creació del Salon d'Automne, on exposà també regularment. També va exposar al Salon des Orientalistes, les aquarel·les que havia pintat en el viatge que feu a Egipte el 1908.

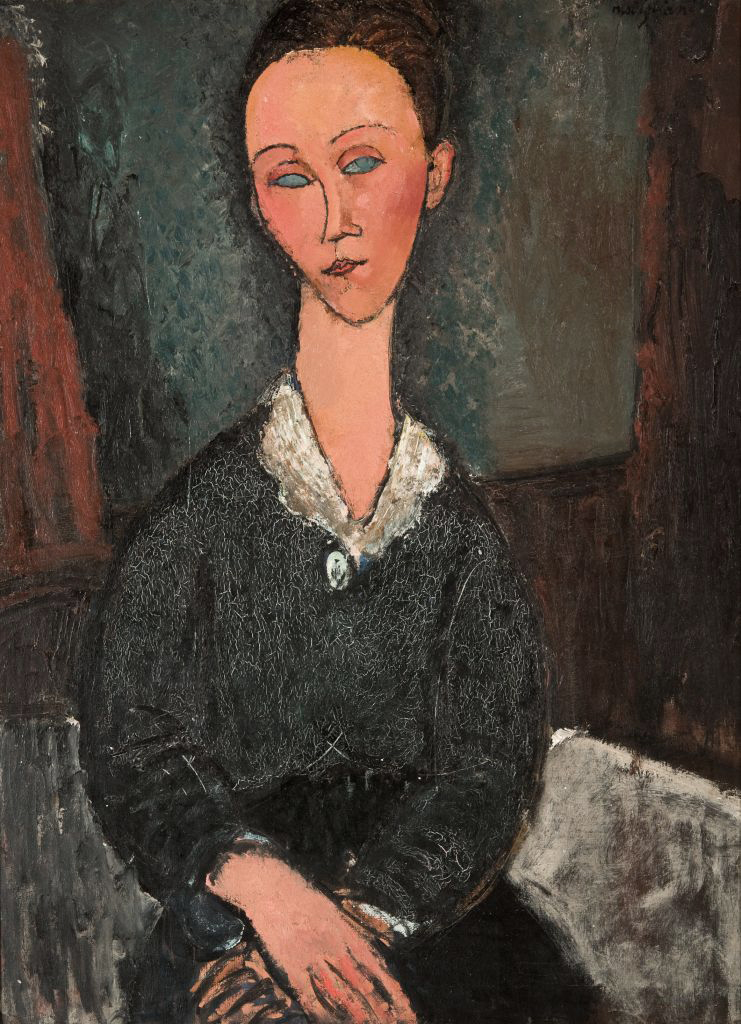
Femme au col blanc, retrat de Georgette Agutte, fet per Modigliani, 1917

De 1897 a 1922, dividí el seu temps entre la seva casa a Bonnières-sur-Seine, la del carrer de Cauchois de París, als peus del turó de Montmartre, i un xalet —Le Murger— que amb el seu marit havien construït a Chamonix.
Durant la Primera Guerra Mundial Agutte visità la colònia d'artistes que hi havia a la Provença, a la població de Canha —Cagnes-sur-Mer—, on vivien entre d'altres Renoir, Amedeo Modigliani, que la retratà el 1918, Jeanne Hébuterne i Picasso.
Després de la mort del seu marit arran d'una hemorràgia cerebral a Chamonix, se suïcidà poc després de la mitjanit d'aquell mateix dia, havent deixat escrites aquestes dues frases en una nota: «Han passat dotze hores des que va marxar. Ja faig tard». És enterrada al cementiri de Bonnières-sur-Seine, en una tomba que comparteix amb ell.

## La seva obra

### Pintura
Pintà sobretot olis i aquarel·les i es considera principalment una colorista. La pintura de Georgette Agutte va ser fortament influenciada primer pel postimpressionisme i després, sota l'influx del seu amic Henri Matisse, va evolucionar cap a una certa forma del fauvisme. L'ús de colors atrevits es troba en molts dels seus quadres i és fàcil distingir les seves pintures per la complexa policromia, i, per exemple, la gran diversitat dels blaus. No arriba a l'arbitrarietat dels colors que porta implícit el fauvisme, però aprofita aquesta llibertat per explorar la seva pròpia gamma. Tampoc renuncia a la perspectiva i es mantindrà fidel al model heretat de l'escultura. Amb els anys, els seus colors s'adapten als paisatges de muntanya, amb marrons, blaus i blancs, i mostra una tendència a l'expressionisme.

Va idear una tècnica pictòrica —i fou la primera a aplicar-la, abans que Miró i Picasso— amb làmines de fibrociment, una barreja de morter i amiant, que va fer servir a partir de 1912. Aplicava la pintura en la banda aspra de les làmines, de manera que l'aspecte mat final de les obres s'aproximava al del fresc, i alhora aquesta tècnica fixava la brillantor dels colors.

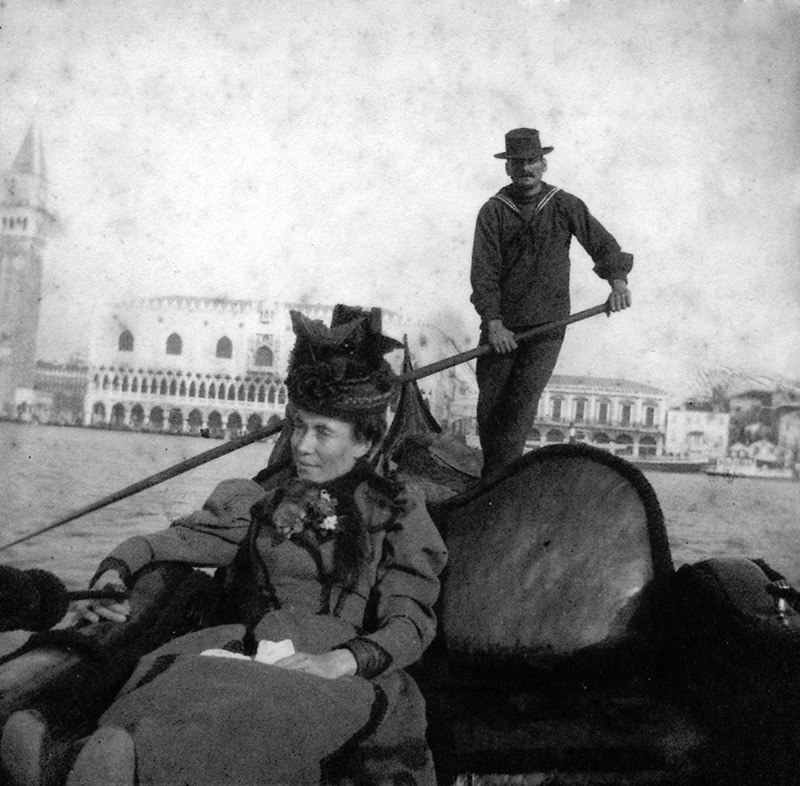
Georgette Agutte a Venècia cap a 1910, fotografia anònima, museu de Grenoble.

A partir de 1904, exposà al Salon des Indépendants i al Salon d'Automne. De 1908 a 1919, Agutte va exposar regularment a París a la Galerie Georges Petit, la Galerie Eugène Druet i la Galerie Bernheim-Jeune, que estaven entre les més influents de l'època, i diversos crítics rellevants elogiaren la seva obra en articles de premsa a Le Figaro, L'Humanité i el Mercure de France. Les seves obres es conserven al Museu de Grenoble.

### Escultura
Georgette Agutte va esculpir el Monument a Jules Guesde, inaugurat el 1925 a Roubaix, el bust de bronze del qual, amb vistes a la tribuna, va ser modelat en vida del fundador del Partit dels Treballadors.

### Tapís
Georgette Agutte va proporcionar diversos models a l'Escola Nacional d'Art Decoratiu del Buçon. Un paisatge de muntanya teixit es va exposar al Salon des artistes décorateurs l'any 1921. Durant l'Exposició Internacional d'Arts Decoratives i Industrials Modernes de París de 1925, l'Escola Nacional d'Art Decoratiu del Buçon presentà al seu estand del Grand Palais, una pantalla de llar de foc amb un Ram de calèndules, un tapís del Buçon teixit l'any 1923 i muntat sobre una fusta de l'ebenista Léon Jallot.

Obres de Georgette Agutte
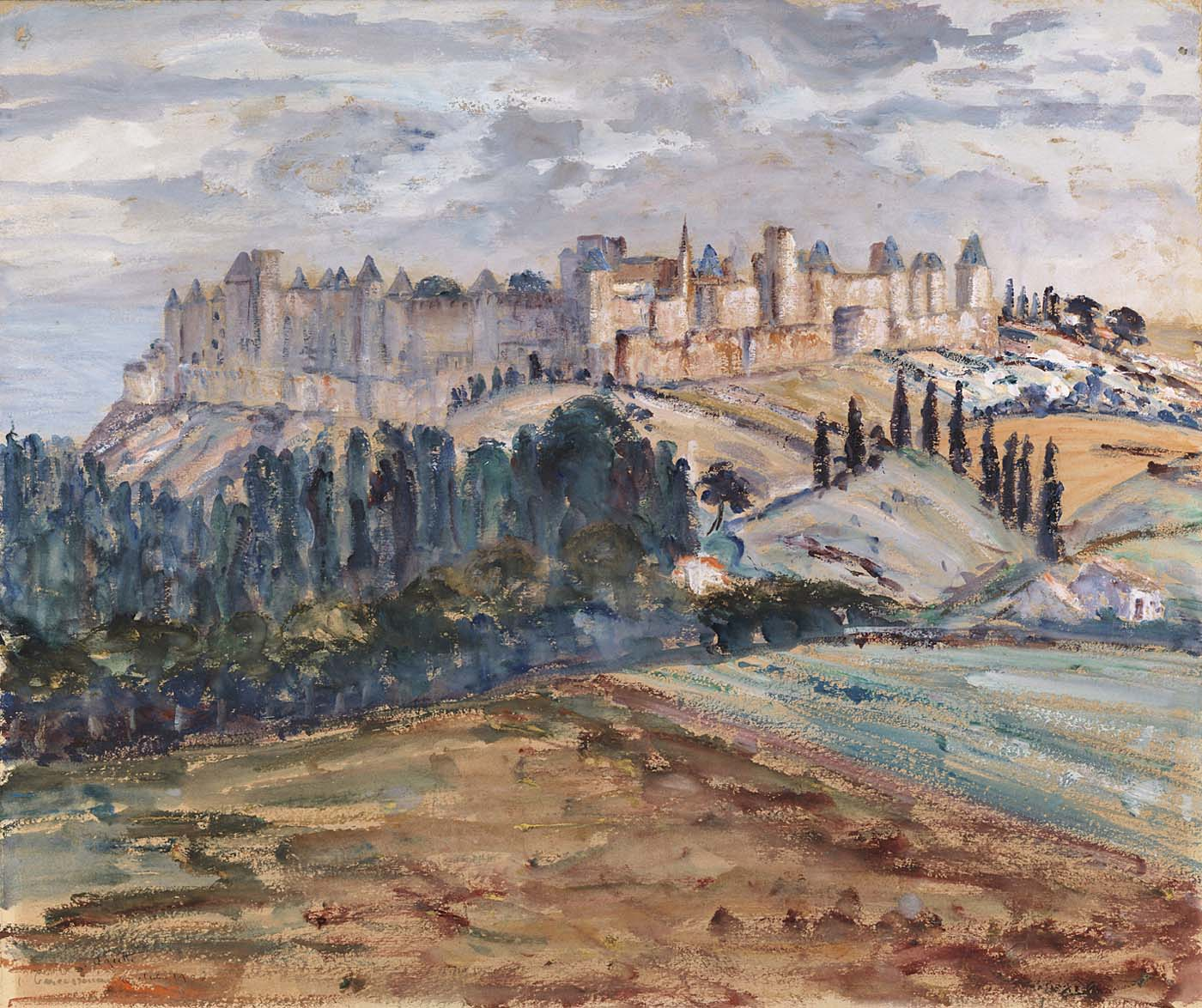
Castell fortificat (1903), Washington, Smithsonian American Art Museum
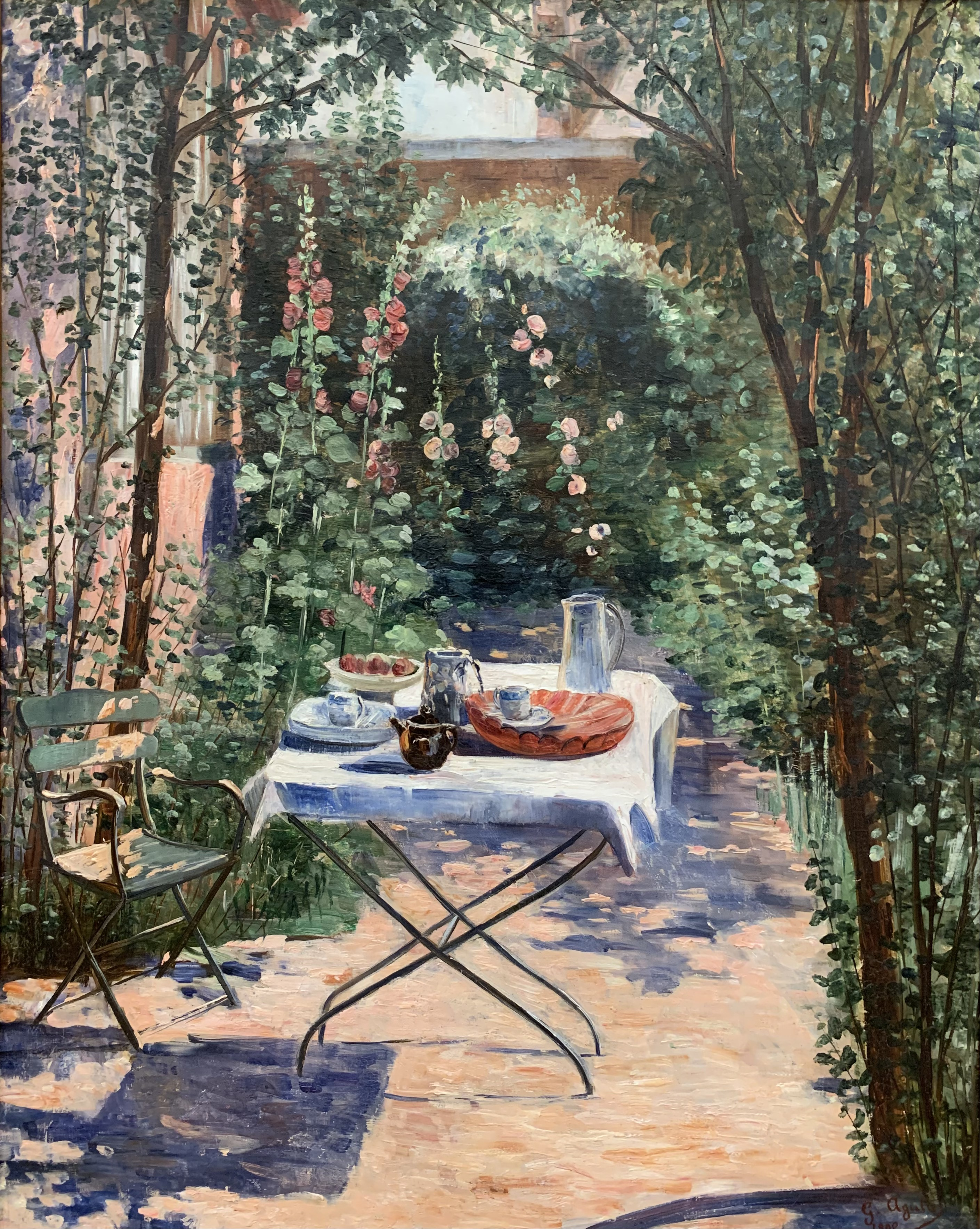
El cafè al jardí, 1905, Museu de Grenoble
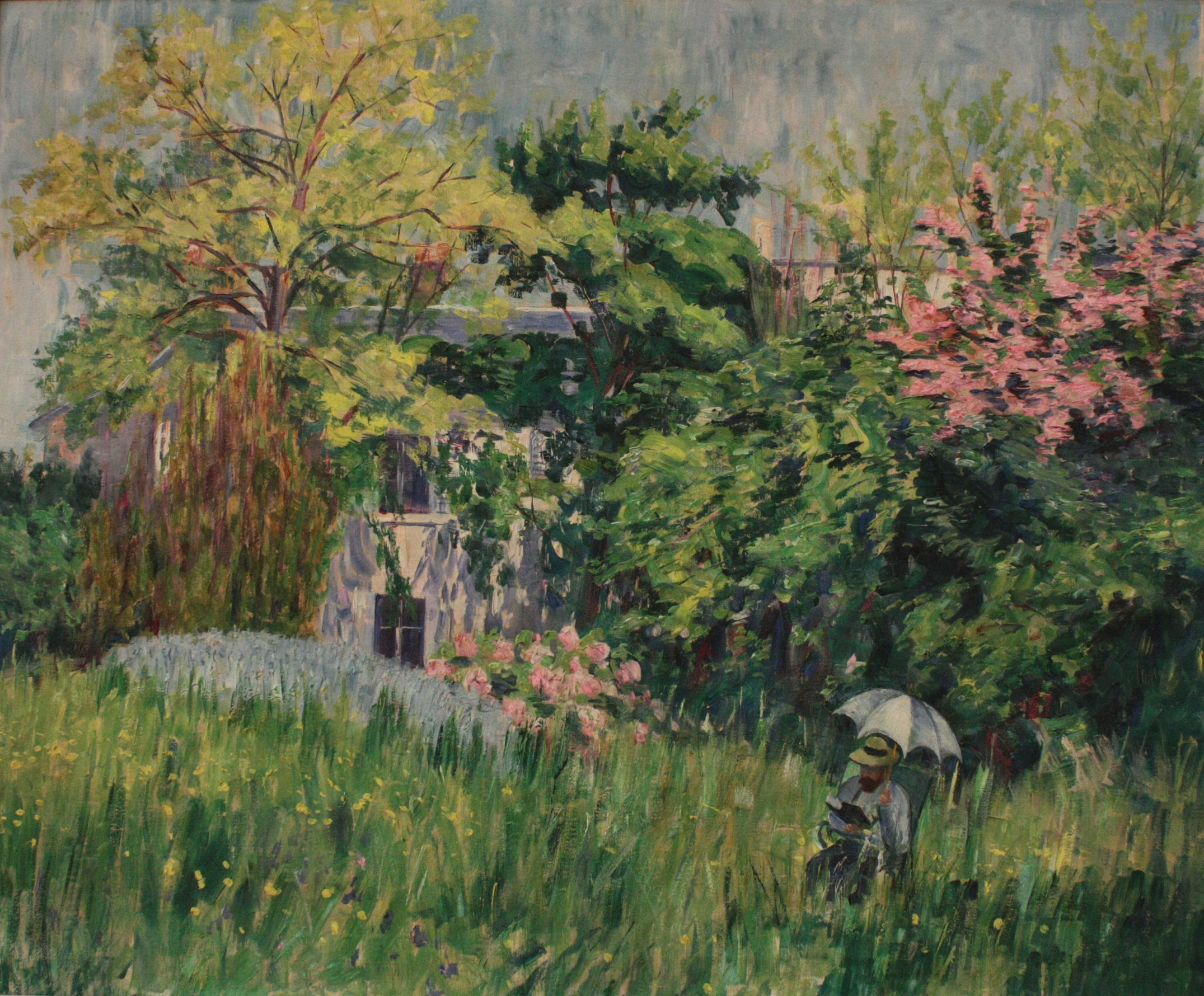
Jardí à Bonnières, 1909 o 1910. Museu de Grenoble
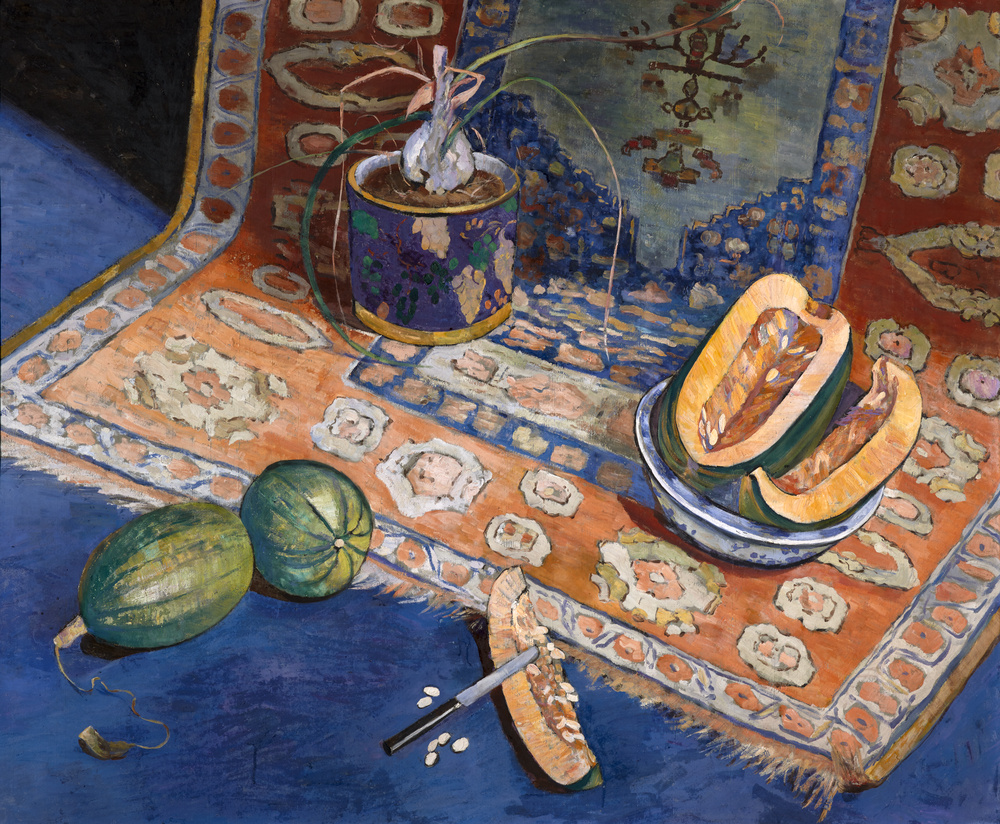
Natura morta amb síndries, gerro i catifa (1912-1914), Museu de Grenoble
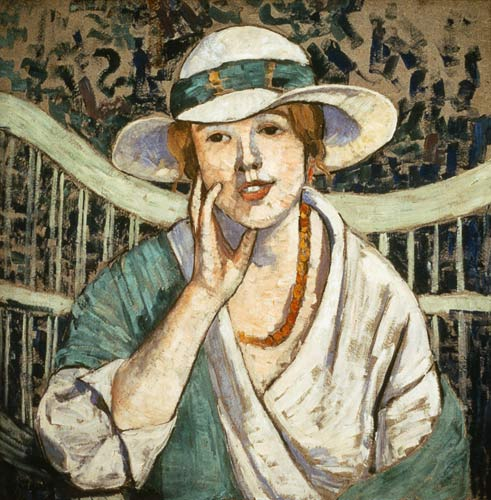
El barret blanc i verd (1914), Museu de Grenoble
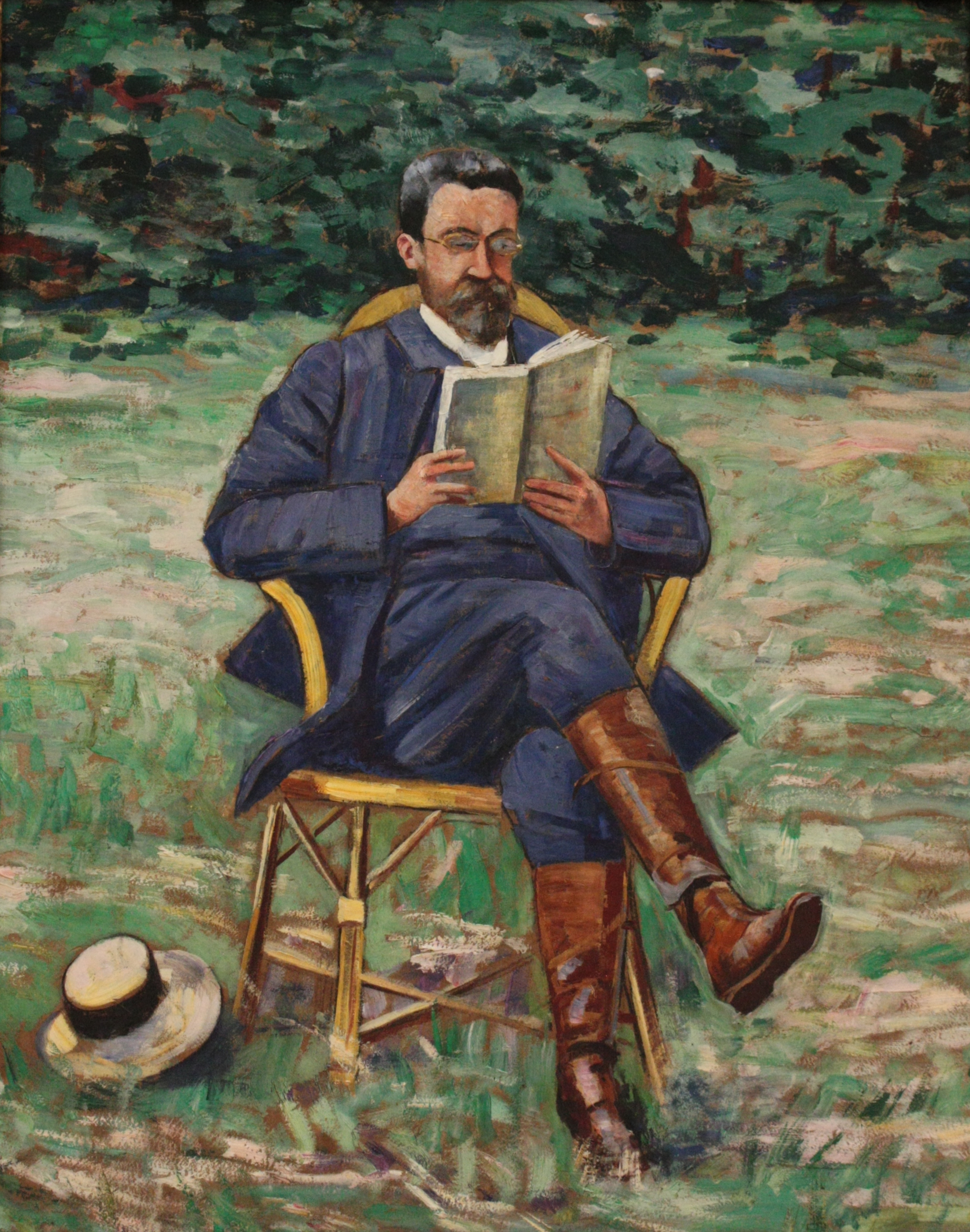
Marcel Sembat llegint, Museu de Grenoble
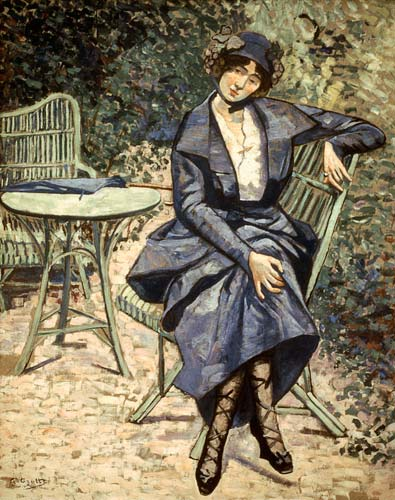
El vestit blau, 1919
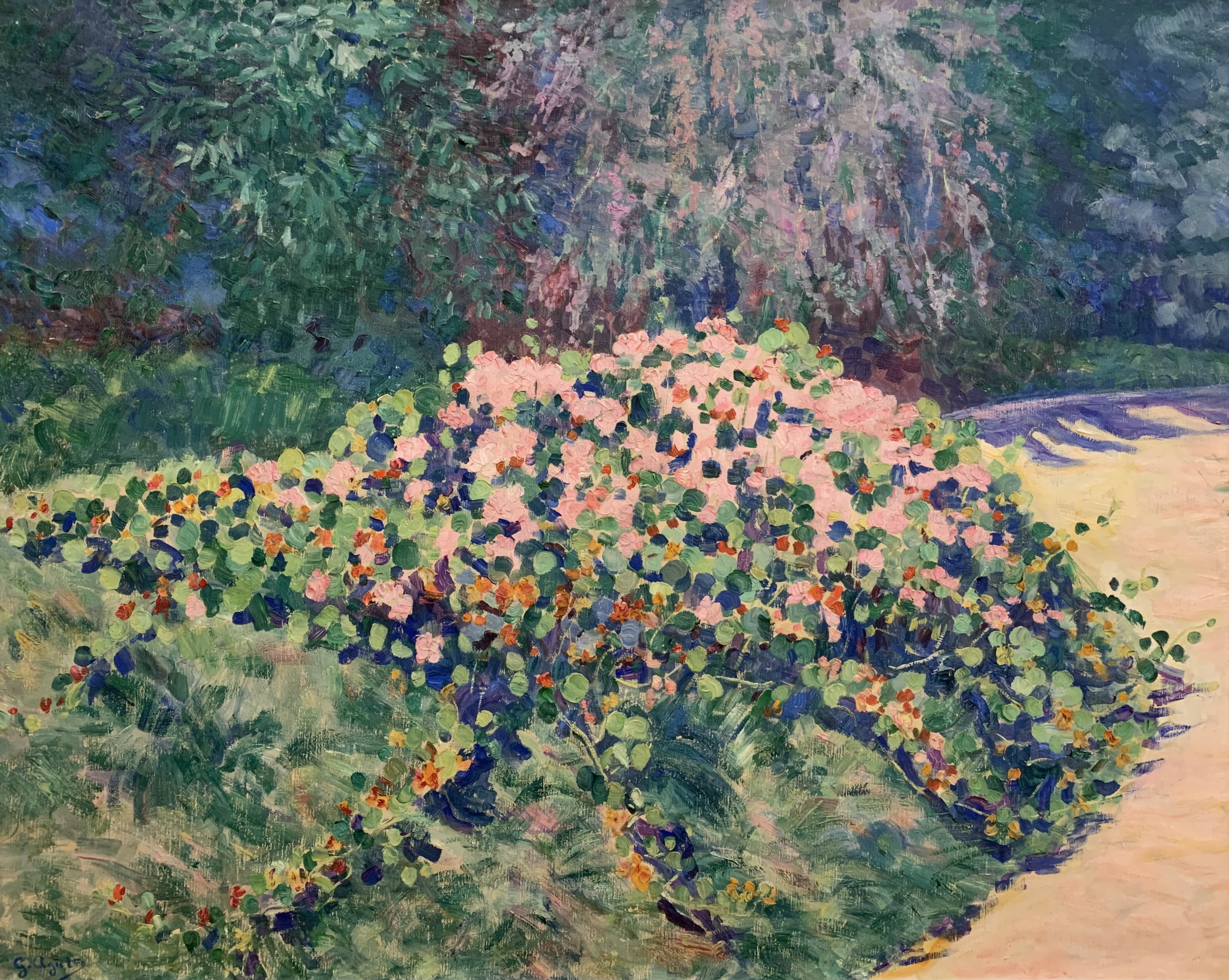
Corbeille de géraniums, vers 1909, Musée de Grenoble
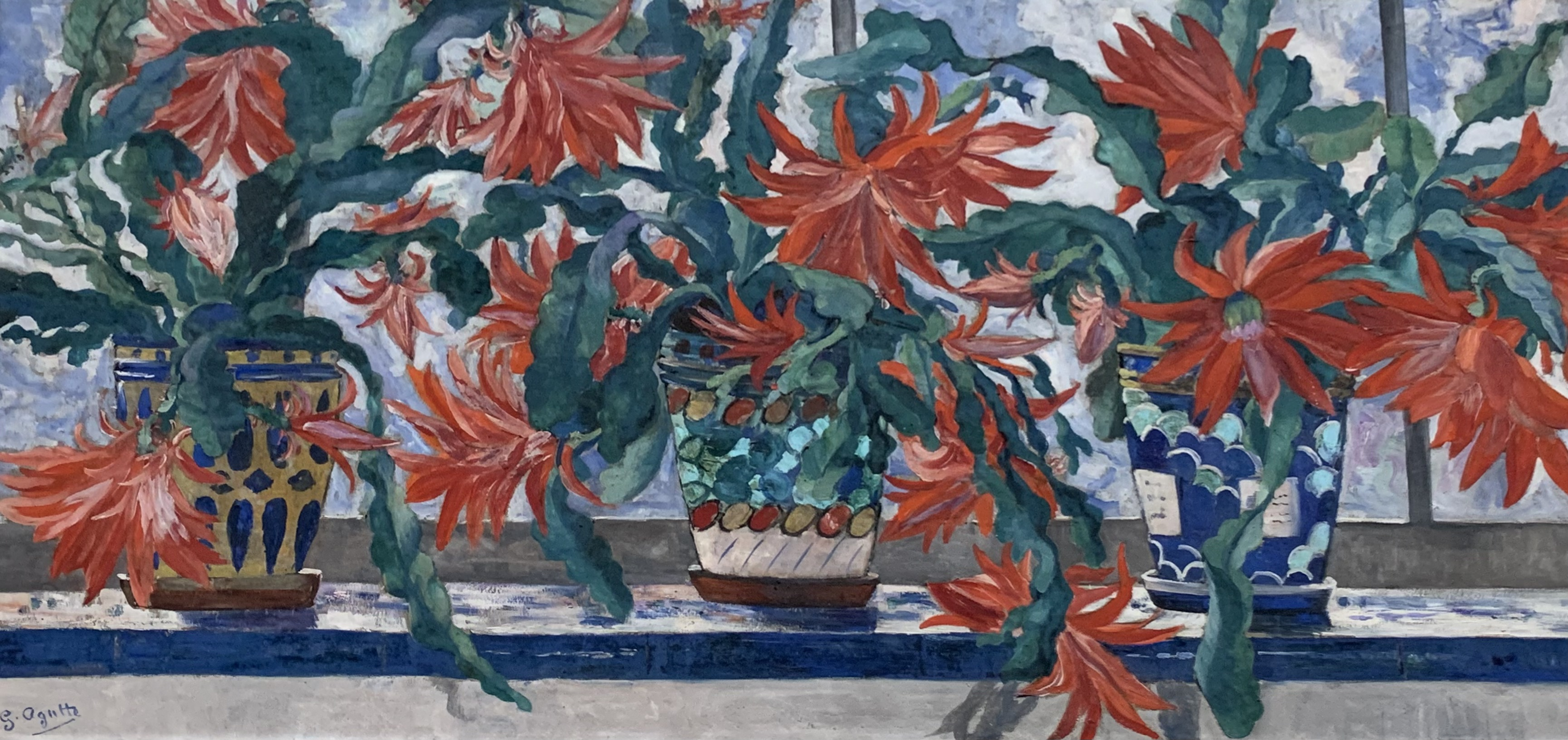
Cactus, Georgette Agutte, c. 1890-1920, Museu de Grenoble
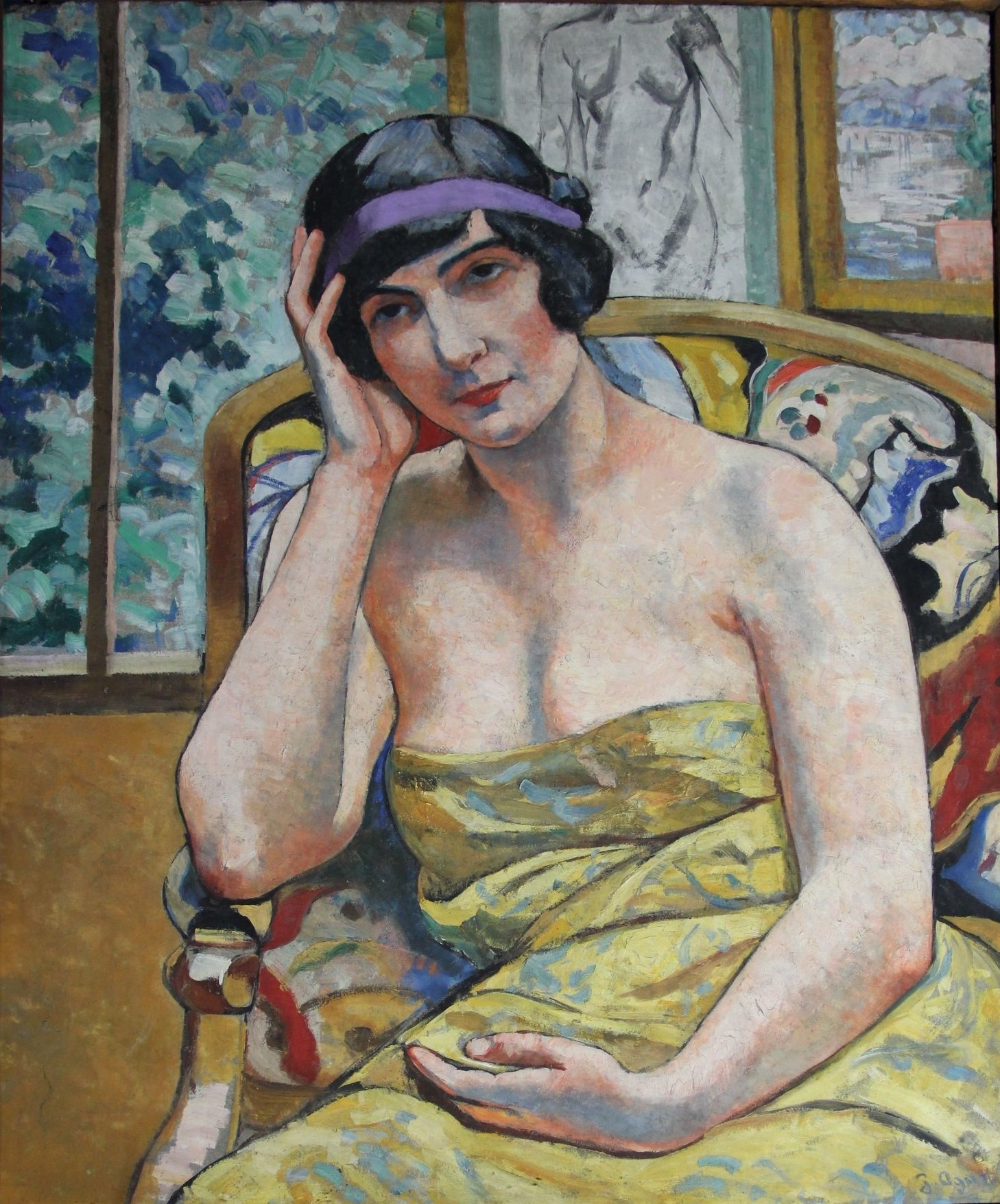
La Belle Italienne, 1919, Musée des Beaux-Arts de Mulhouse
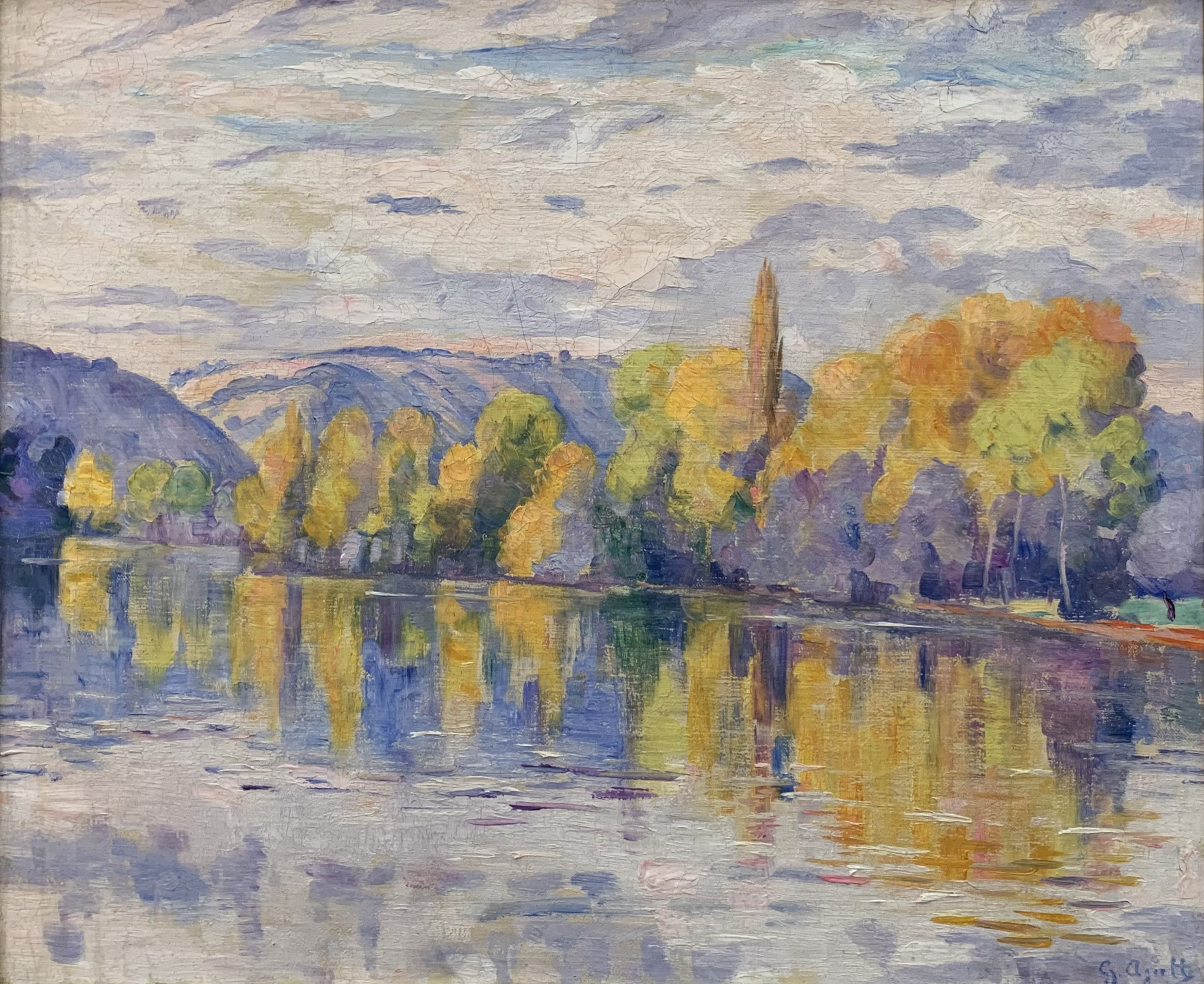
Ribes del Sena a la tardor, Georgette Aguette, c. 1890-1920, Museu de Grenoble

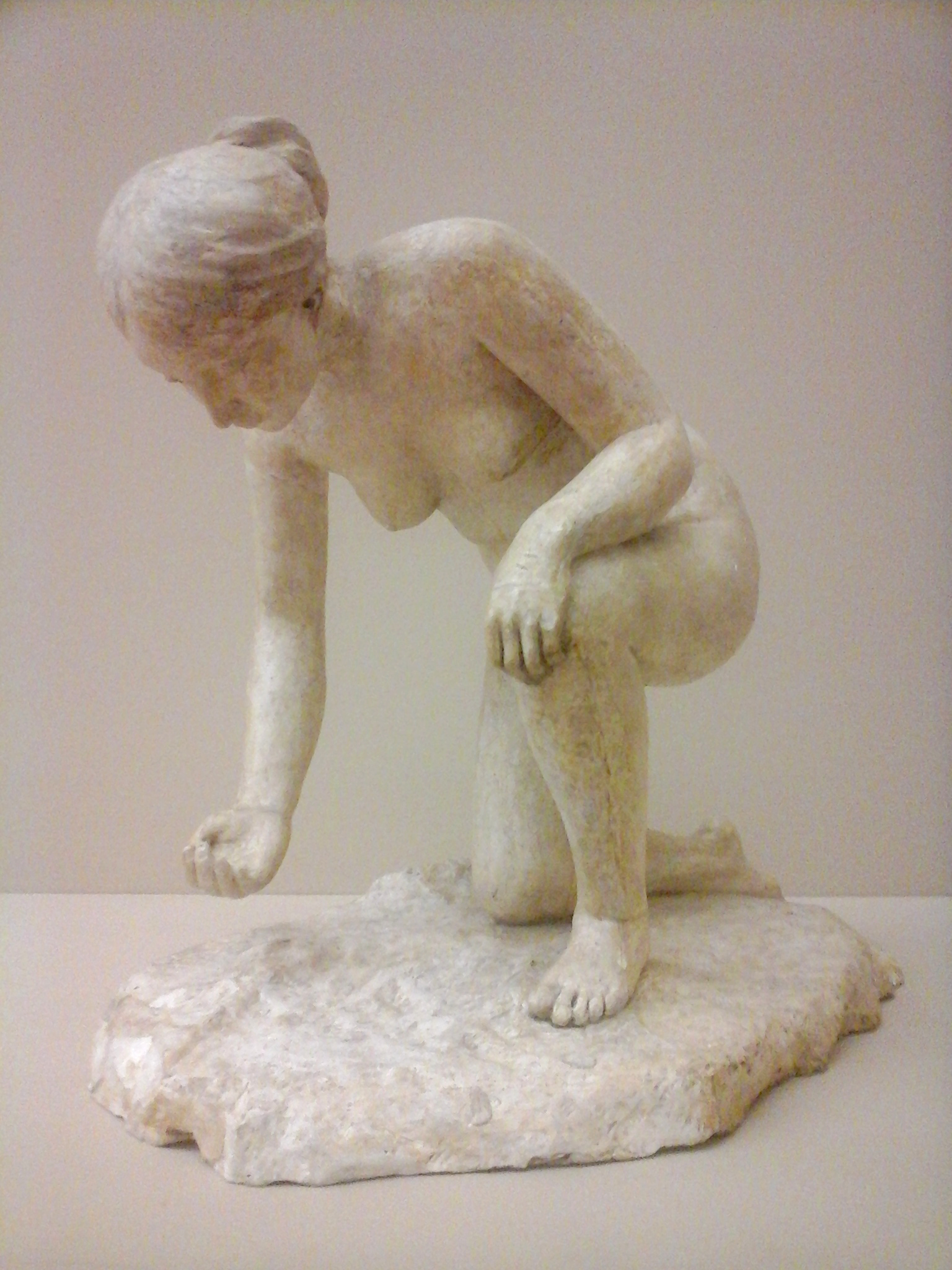
La Font (1902), Museu de Grenoble
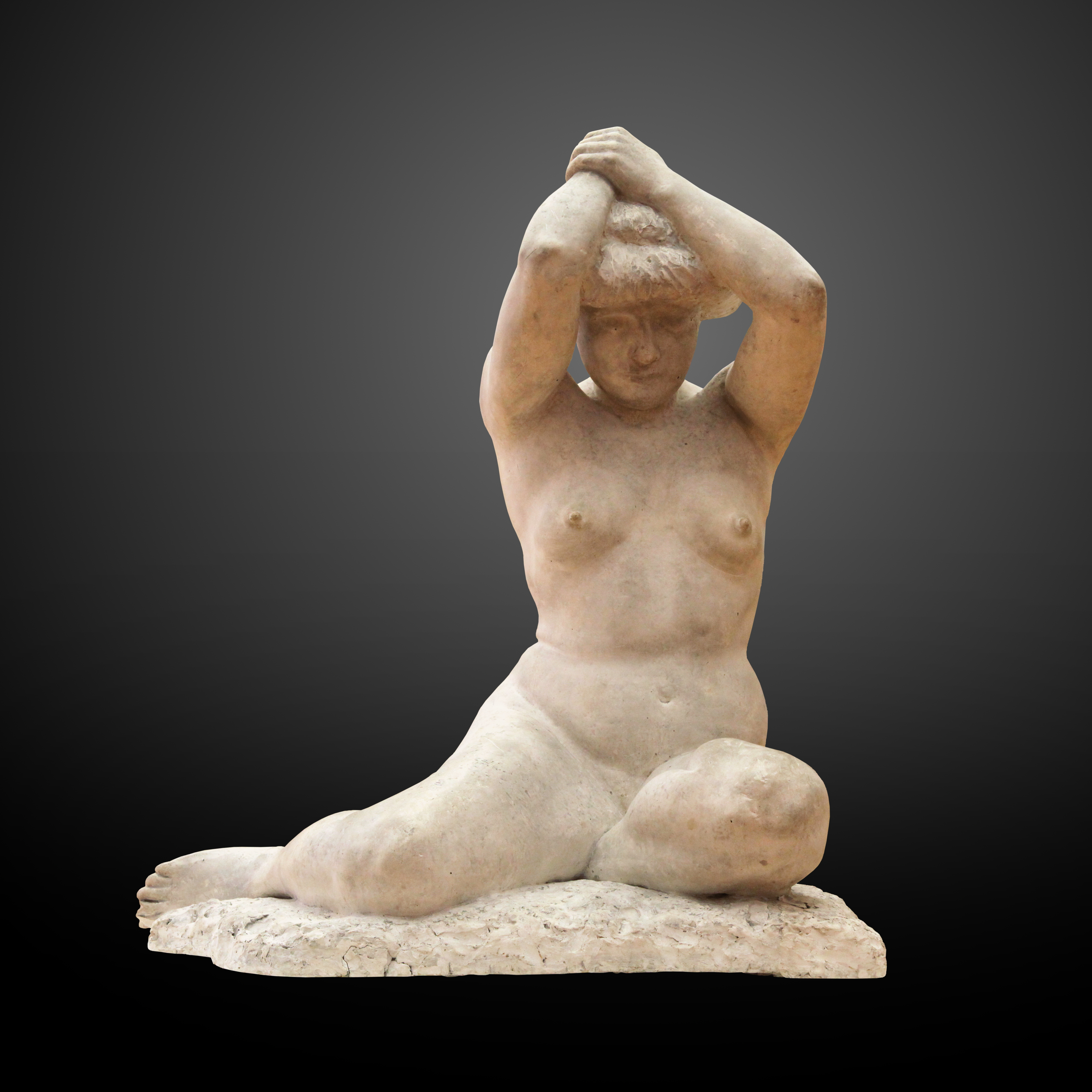
Al·legoria del dolor, cap a 1910, Museu de Grenoble
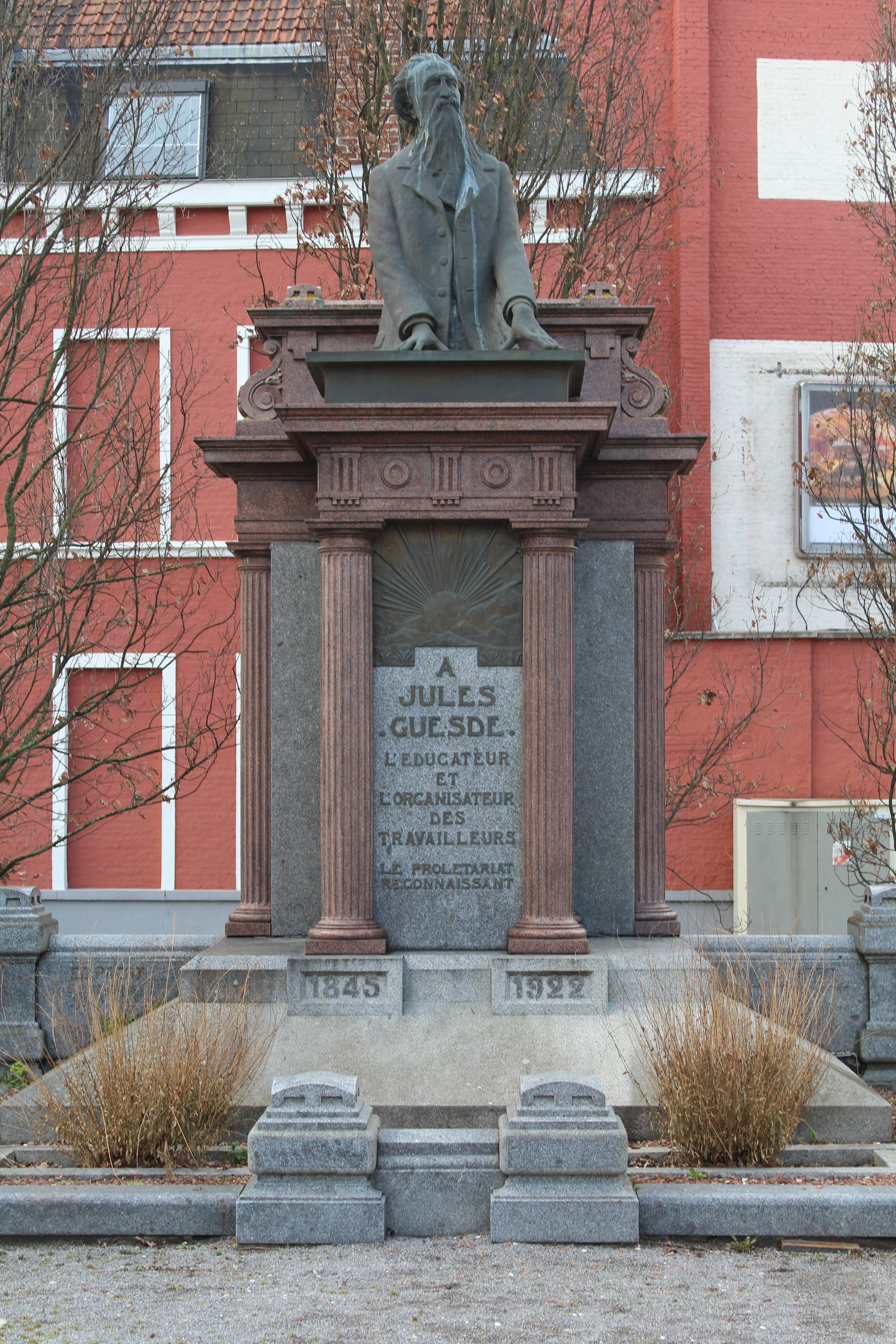
Monument a Jules Guesde (1925), Roubaix

## La col·leccionista d'art
Georgette Agutte col·leccionà moltes obres d'artistes contemporanis que també eren amics seus, com Paul Signac, Henri Matisse, André Derain o Kees van Dongen.
En el seu darrer testament, Agutte indica que vol deixar totes aquestes obres a «un museu provincial». El museu de Grenoble, com a primer museu d'art contemporani, era l'únic capaç d'exposar obres d'artistes vius i per això heretà l'any 1923 aquesta col·lecció formada per 44 quadres, 24 dibuixos, 20 ceràmiques i dues escultures.

## Reconeixement i memòria
Un carrer del 18è districte de París porta el seu nom, així com un carrer de Chambéri (rue Agutte-Sembat) i un bulevard de Grenoble (boulevard Agutte-Sembat). Hi ha també una plaça Georgette Agutte a Saint-Gratien (Val-d'Oise). El centre de lleure construït al parc de la vila de Bonnières-sur-Seine també porta el seu nom. Un petit poble de l'Isère, Beaurepaire, també ha anomenat un dels seus carrers amb el nom de Georgette Agutte. I la ciutat de Narbona (Aude) també té una rue Georgette Agutte. Una carretera de la ciutat de Champigny-sur-Marne s'anomena rue Marcel i Georgette Sembat.
La Maison Agutte-Sembat de Bonnières-sur-Seine, la casa on la pintora va treballar i va viure amb el seu marit, ofereix visites guiades a aquesta residència del segle xix, que conserva la biblioteca, el mobiliari i l'ambient en què van viure els seus ocupants.